# Guerra de los Cien Años (1369-1389)

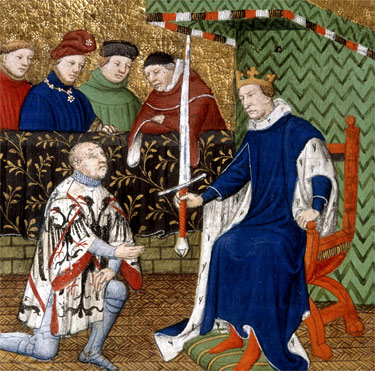
Du Guesclin siendo nombrado agente de la ley por Carlos V.

La segunda fase de la guerra de los Cien Años (1372-1420) fue entre Francia e Inglaterra, a raíz de la primera fase de la guerra de los Cien Años. Es la reanudación de la guerra después del Tratado de Brétigny (firmado 1360). En mayo de 1369, Eduardo de Woodstock, el Príncipe Negro, hijo de Eduardo III de Inglaterra, se negó a una citación ilegal del rey francés para que fuera a París y Carlos respondió declarando la guerra. De inmediato se propuso revertir la pérdida territorial impuesta en Brétigny y, con el apoyo de la Corona de Castilla, tuvo mucho éxito mientras estuvo con vida. Menos capaz su sucesor, Carlos VI, hizo la paz con el poco capaz hijo del Príncipe Negro, Ricardo II de Inglaterra, en 1389. Esta tregua se prorrogó varias veces hasta que se reanuda la guerra en 1415. Esta fase de la guerra se caracteriza por la participación de la Corona de Castilla, la cual fue clave para los desembarcos a Gran Bretaña efectuados entre 1374 y 1380.